# August von Brandis
August Friedrich Carl von Brandis (Berlin-Haselhorst, 12 maggio 1859 – Aquisgrana, 18 ottobre 1947) è stato un pittore tedesco.

## Biografia

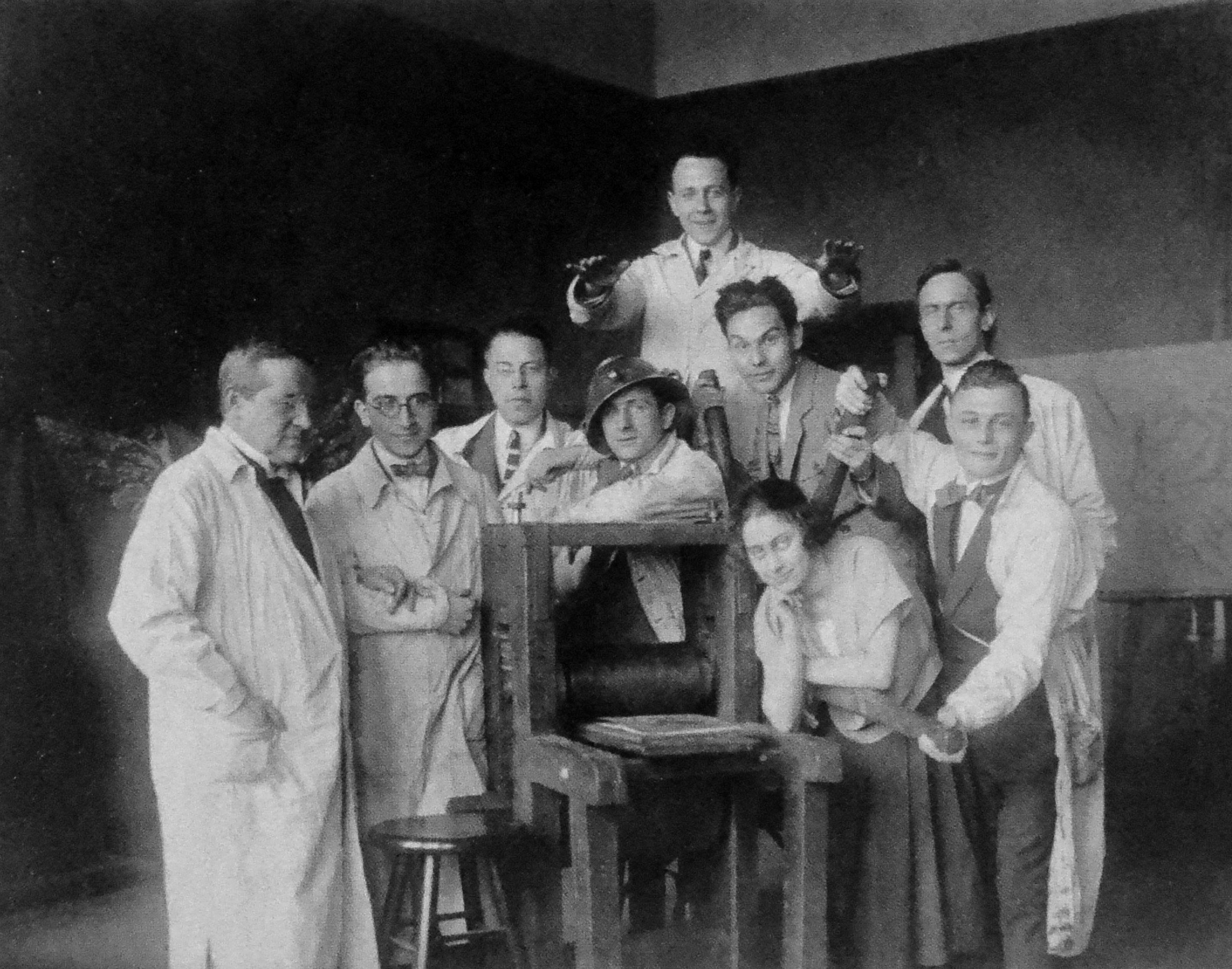
August von Brandis (a sinistra) con gli studenti della Facoltà di Architettura

August von Brandis nacque a Berlino il 12 maggio 1859.

Cominciò precocemente a disegnare e dipingere e entrò nell' Reale Accademia Prussiana delle Arti di Berlino, dove restò fino al 1884.
Nel 1914 partecipò alla III Esposizione internazionale d'arte di Venezia.
Brandis comprese l'importanza dell'impressionismo francese e si avvicinò allo stile di Édouard Manet e di Edgar Degas, cominciando anche a collezionarne i quadri.
Con le opere di questo periodo, caratterizzate da un forte timbro sentimentale, Brandis rimase in una posizione per certi versi ambigua, cercando un compromesso tra il tardo impressionismo.
Morì a Aquisgrana il 18 ottobre 1947.